# Ярошенко, Константин Владимирович
Константи́н Влади́мирович Яроше́нко (род. 13 октября 1968, Ростов-на-Дону) — российский лётчик, фигурант дипломатического инцидента между Россией и США. 28 мая 2010 года был арестован в Либерии в рамках операции «Релентлесс» (Relentless, с англ. — «неугомонный») по обвинению в подготовке транспортировки крупных партий кокаина, доставлен в США и 7 сентября 2011 года осуждён американским судом на 20 лет лишения свободы. 10 июня 2013 года Апелляционный суд второго округа США в Нью-Йорке отказал в рассмотрении апелляции, не согласившись с её доводами. 27 апреля 2022 года был освобождён в результате обмена на гражданина США Тревора Рида.

## Биография

### Происхождение
Константин Ярошенко родился 13 октября 1968 года. В 1991 году окончил Краснокутское лётное училище гражданской авиации в городе Красный Кут Саратовской области, после чего работал на Ростовском вертолётном заводе вторым пилотом Ан-32, также летал на самолётах Ан-12, Ан-24 и Ан-26.

### Деятельность
С 1998 года по разовым контрактам занимался пассажирскими и грузовыми авиаперевозками в странах Африки, где используются самолёты Ан-32. Является владельцем ЗАО «РостАвиа» в Ростове-на-Дону. Сам Ярошенко заявлял, что никаких грузов со времён распада Советского Союза вообще не перевозил, а работал экспертом по техническому состоянию самолётов.

### Арест и заключение
По сообщению жены Ярошенко, 18 мая 2010 года он прилетел на переговоры по новому контракту в Либерию, в этой стране он ранее не был. 28 мая 2010 года Ярошенко был арестован в столице Либерии Монровии сотрудниками Агентства национальной безопасности республики Либерия (АНБРЛ) по обвинению в подготовке к транспортировке крупной партии кокаина. 30 мая 2010 года либерийские власти передали Ярошенко в руки сотрудников американского управления по борьбе с распространением наркотиков (DEA), входящего в структуру министерства юстиции США, на основании ордера на арест, выданного окружным судом США по южному округу Нью-Йорка.
Всего было арестовано 5 человек (Chigbo Peter Umeh, Jorge Ivan Salazar Castano, Константин Ярошенко, Nathaniel French, Kudufia Mawuko), в том числе и граждане Нигерии, Колумбии, Ганы. 1 июня 2010 года Управление по борьбе с наркотиками Министерства юстиции США доложило о раскрытии сети наркоторговцев, которые планировали доставить в Либерию и Гану три крупных партии кокаина общим весом около 4 тонн и стоимостью в 100 миллионов долларов из Колумбии, поставленные леворадикальной повстанческой группировкой ФАРК.
Арест Ярошенко и других фигурантов дела был произведён в рамках расследования, которое началось в 2007 году. Африканской частью расследования руководил старший следователь DEA Сэм Гей, базирующийся в Лагосе (Нигерия).
28 мая коллеги сообщили Сэму, что тайный осведомитель, который выдавал себя россиянину за наркоторговца, позвонил Ярошенко и назначил ему встречу в штаб-квартире АНБРЛ. Глава этой организации, являющийся сыном президента Либерии, обещал заговорщикам содействие в доставке латиноамериканского кокаина в Африку. Одновременно глава АНБРЛ тайно сотрудничал с американцами. Американский следователь поручил сотруднику АНБРЛ привезти россиянина из отеля. Ярошенко провели в конференц-зал на четвёртом этаже здания либерийской спецслужбы. По словам Гея, россиянин явился с компьютером в руках, был весел и держался непринуждённо. Через несколько минут лётчика арестовали сотрудники АНБРЛ. При этом Гей пишет, что сначала тот принял свой арест за розыгрыш, сопротивления не оказал и вёл себя спокойно.

### Дипломатический инцидент
19 июля посольство России в Вашингтоне направило ноту в государственный департамент США, указав на недопустимость того, что дипломатические службы не были вовремя информированы о задержании российского пилота. Российские дипломаты утверждают, что ещё никогда столь серьёзно не была нарушена Венская конвенция о консульских сношениях 1963 года — впервые американские спецслужбы захватили российского гражданина на территории третьей страны, чтобы тайно вывезти в США.
22 июля официальный представитель Госдепартамента США Филипп Кроули прокомментировал это замечание. По словам Кроули, после того как Ярошенко явился на первое слушание суда 1 июня, власти США пытались известить об этом российских дипломатов, чтобы они могли связаться с россиянином и оказать ему необходимую помощь, но вышла техническая накладка.
7 сентября 2011 года Окружной суд США по Южному округу штата Нью-Йорк вынес приговор российскому пилоту Константину Ярошенко, признанному присяжными виновным в преступном сговоре с целью контрабанды партии кокаина весом около 4 тонн на сумму свыше $100 млн в США.
Стороной обвинения в суде перед присяжными на собранных материалах доказательной базы, — включая результаты оперативного эксперимента, протоколы проведённых очных ставок и допросов, протоколы признательных показаний задержанных лиц, тексты вскрытой электронной переписки и телефонных переговоров, полученные в результате санкционированных оперативно-технических мероприятий по снятию информации с каналов связи, — была доказана вина Ярошенко в планировавшейся, но несостоявшейся благодаря произведённой облаве попытке контрабанды, и в предыдущих случаях контрабанды наркотиков в странах Латинской Америки, Европы и Африки с его непосредственным участием в составе указанного транснационального наркосиндиката, включавшего в себя не только гражданина России, но также задержанных одновременно с ним граждан Колумбии, Ганы, Сьерра-Леоне и Нигерии.
Председательствующий на процессе федеральный судья Джедд Рэйкофф определил Ярошенко меру наказания в виде 20 лет лишения свободы.
При отсутствии весомых причин для освобождения Константин Ярошенко должен был выйти из тюрьмы 30 октября 2027 года.

### Условия содержания в заключении
Только после подачи трёх заявлений американские власти допустили к Ярошенко российского консула в Нью-Йорке Игоря Голубовского, который посетил осуждённого 20 февраля 2014 года в тюрьме Форт-Дикс в штате Нью-Джерси.
Консул заявил, что у Ярошенко «внешний вид очень нездорового человека». Он перенёс тяжёлое инфекционно-вирусное заболевание. Жаловался на пытки, избиения, неоказание медицинской помощи. По его словам, ему запретили на суде упоминать про пытки.
В январе 2016 года после проведённой в США внеплановой операции состояние здоровья Ярошенко ухудшилось, к чему Генконсульство РФ в Нью-Йорке привлекло внимание американских властей.
В мае 2017 года обращение к президенту США Дональду Трампу с просьбой о помиловании Ярошенко направила Уполномоченный по правам человека в России Татьяна Москалькова.

### Обмен и освобождение
Российские власти изыскивали способ освобождения Ярошенко путём обмена на осуждённого в России за шпионаж американца Пола Уилана.
27 апреля 2022 года было объявлено, что Россия обменяла Ярошенко на гражданина США Тревора Рида, ранее осуждённого и отбывавшего наказание в России. Обмен произошёл на территории Турции.

### В Общественной палате
28 октября 2022 г. президент России Владимир Путин своим указом включил Ярошенко в состав Общественной палаты России.

## Семья
- Жена — Виктория Викторовна Ярошенко (с 1992 года).
- Дочь — Екатерина Ярошенко, 1997 года рождения[29][1].
- Мать — Любовь Михайловна Ярошенко (17.11.1941 — 7.5.2017), умерла в Ростове-на-Дону после операции по удалению раковой опухоли[30]. В 2011 году высказывала предположение, что подоплёкой ареста и осуждения её сына является фабрикация американскими спецслужбами доказательств против Виктора Бута[31].

В августе 2018 года впервые за 8 лет заключения в США Ярошенко смог встретиться с женой и дочерью.

### Комментарии
1. ↑  В 2018 году Уилан был осуждён за шпионаж на 16 лет лишения свободы. Находится в заключении ИК-17 в Мордовии[25][26]. По мнению наблюдателей, российские власти желали обменять на Уилана не только Ярошенко, но и Виктора Бута, осуждённого в США за нелегальную торговлю оружием в крупном размере[25].

### Сноски
1. 1 2  Жертва «Беспощадного». Дата обращения: 4 ноября 2014. Архивировано из оригинала 4 ноября 2014 года.
2. ↑  Владимир Козловский. Суд в США отклонил апелляцию россиянина Ярошенко. Русская служба Би-би-си (11 июня 2013). Дата обращения: 12 июня 2013. Архивировано из оригинала 17 июня 2013 года.
3. 1 2  Россия обменяла Тревора Рида на Константина Ярошенко. ТАСС (27 апреля 2022). Дата обращения: 27 апреля 2022. Архивировано 27 апреля 2022 года.
4. ↑  Участники / Константин Ярошенко, Краснокутское летное училище, неофициальный сайт. Дата обращения: 14 августа 2010. Архивировано 11 апреля 2016 года.
5. 1 2 3  «Нота и кокаин. Американские спецслужбы тайно вывезли российского летчика из Либерии в США», «Российская газета», № 5238, 21.07.2010. Дата обращения: 14 августа 2010. Архивировано 29 апреля 2022 года.
6. ↑  ЗАО «РостАвиа»: пассажирские и грузовые авиаперевозки, аренда воздушных судов, авиауслуги. Дата обращения: 16 августа 2010. Архивировано 20 февраля 2011 года.
7. ↑  Нелетное обвинение. Прокуратура Манхэттена считает, что российский пилот наговорил на 40 лет тюрьмы, «Коммерсант», № 130 (4430), 21.07.2010. Дата обращения: 16 августа 2010. Архивировано 24 июля 2010 года.
8. ↑  Би-Би-Си: «Россия и США спорят из-за ареста российского летчика». Дата обращения: 2 ноября 2010. Архивировано 2 сентября 2010 года.
9. ↑  Umeh, Chigbo Peter et al. Indictment, S8 09 Cr. 524, Southern Discrict of New York, Site of The NEFA Foundation. Архивная копия от 13 ноября 2021 на Wayback Machine — текст предъявления обвинения 5 обвиняемым (англ.)
10. ↑  Россиянин экстрадирован в США из Либерии с группой наркодилеров, «Коммерсант», 02.06.2010.
11. 1 2  Liberia Aids U.S. in Drug Fight, «New York Times», 01.06.2010. Дата обращения: 1 октября 2017. Архивировано 29 апреля 2022 года.
12. ↑  Drug Traffickers Nabbed at RIA, «Liberian Observer», 02.06.2010. (недоступная ссылка)
13. 1 2  Би-Би-Си: «США опровергают утверждения о пытках российского пилота». Дата обращения: 2 ноября 2010. Архивировано 5 ноября 2010 года.
14. ↑  С сильным наркотическим обвинением. Российский пилот стал американским узником, «Коммерсант», № 129 (4429), 20.07.2010. Дата обращения: 14 августа 2010. Архивировано 3 сентября 2010 года.
15. ↑  Мы отправили извещение не в то посольство. Обычно процедура извещения занимает не больше трех суток, но мы свою ошибку обнаружили позже.
Если уж быть до конца честными, мы нажали не ту кнопку на факсе. Мы извиняемся перед Россией.
Би-Би-Си: «США известили „не то посольство“ о задержании россиянина» Архивная копия от 25 августа 2010 на Wayback Machine
16. ↑  Russian Pilot Sentenced In Manhattan Federal Court To 20 Years In Prison For Conspiring To Import More Than $100 Million Worth Of Cocaine Into The United States. Дата обращения: 27 апреля 2018. Архивировано 30 апреля 2017 года.
17. ↑  Manhattan U.S. Attorney Announces Unsealing Of Charges Arising From Historic Joint Undercover Operation In The Republic Of Liberia. Дата обращения: 27 апреля 2018. Архивировано 19 февраля 2017 года.
18. ↑  ИТАР ТАСС: «Ярошенко осужден в США на 20 лет тюрьмы, Россия не ожидала столь жесткого приговора». Дата обращения: 8 сентября 2011. Архивировано 27 ноября 2012 года.
19. ↑  Konstantin Yaroshenko Register Number: 91562-054. Дата обращения: 12 марта 2015. Архивировано 2 апреля 2015 года.
20. ↑  Ярошенко и Магнитский: аналогии очевидны. Дата обращения: 21 февраля 2014. Архивировано 22 февраля 2014 года.
21. ↑  ВЗГЛЯД / Летчик Ярошенко рассказал, как его пытали американцы. Дата обращения: 4 июля 2018. Архивировано 5 июля 2018 года.
22. ↑  В Москве обеспокоены состоянием осужденного в США летчика Ярошенко. Дата обращения: 24 января 2016. Архивировано 25 января 2016 года.
23. ↑  Москалькова подписала обращение к Трампу о помиловании Ярошенко — Политика — ТАСС. Дата обращения: 21 мая 2017. Архивировано 24 мая 2017 года.
24. ↑  Летчик Ярошенко попросил Трампа вернуть его в Россию. runews24.ru. Дата обращения: 5 июля 2017. Архивировано 5 июля 2017 года.
25. 1 2 3  Paul Whelan: Grim life of US 'spy' in Russian labour camp Архивная копия от 23 декабря 2020 на Wayback Machine, BBC, 22.12.2020
26. 1 2  Дружба и предательство: Пол Уилан — о своем аресте и жизни в колонии Архивная копия от 23 декабря 2020 на Wayback Machine, BBC, 24.12.2020
27. ↑  Анастасия Ларина. Россия обменяла американца Рида на летчика Ярошенко. Коммерсантъ (27 апреля 2022). Дата обращения: 27 апреля 2022. Архивировано 27 апреля 2022 года.
28. ↑  Путин включил летчика Ярошенко в состав Общественной палаты — Новости — Общество — Коммерсантъ. Дата обращения: 28 октября 2022. Архивировано 28 октября 2022 года.
29. ↑  Статья в «Известиях» «Летчик Константин Ярошенко сел на мягкий режим». Дата обращения: 28 августа 2013. Архивировано 7 января 2014 года.
30. ↑  Умерла мать К. Ярошенко Архивная копия от 5 июля 2017 на Wayback Machine.
31. ↑  Интерфакс: «Моего сына посадили за отказ оклеветать Виктора Бута» — Мать летчика Ярошенко рассказывает «Интерфаксу» об обстоятельствах и мотивах задержания и суда над её сыном, прошедшего в США. Дата обращения: 30 августа 2017. Архивировано 30 августа 2017 года.
32. ↑  РБК, 24 августа 2018. Осуждённый в США летчик Ярошенко впервые за 7 лет встретился с семьёй. Дата обращения: 24 августа 2018. Архивировано 24 августа 2018 года.